# Dušan Kozić
Dušan Kozić (cyr. Душан Козић, ur. 8 grudnia 1958 w Ljubinju) – bośniacki przedsiębiorca i polityk narodowości serbskiej, premier Republiki Serbskiej od 18 sierpnia 1994 do 16 października 1995.
Do rozpadu Jugosławii pracował w sektorze prywatnym. W 1992 wybrany do komitetu Centralnego Serbskiej Partii Demokratycznej z regionu wschodniej Hercegowiny. Część jej działaczy oskarżało go o przemyt papierosów. Od 1994 do 1995 jako jej członek pełnił funkcję premiera. Z tym okresem wiążą się oskarżenia w jego stronę o nieprawidłowości przy zawieraniu umowy z firmą naftową. Od 1995 do 1997 pełnił funkcję doradcy premiera. Od 1999 do 2006 pracował jako dyrektor lokalnych oddziałów Nova Banka AD. Obecnie jest członkiem zarządu funduszu inwestycyjnego.